# Lukáš Greššák
Lukáš Greššák (sinh 23 tháng 1 năm 1989) là một cầu thủ bóng đá Slovakia thi đấu cho Spartak Trnava ở vị trí tiền vệ phòng ngự hoặc trung vệ.

## Sự nghiệp câu lạc bộ
Anh ký hợp đồng với Spartak Trnava vào tháng 8 năm 2014 và ra mắt cho đội bóng trước Košice ngày 24 tháng 8 năm 2014.